# Dexter Pittman
Dexter Jerome Pittman (nascido em 02 de março de 1988) é um jogador de basquete profissional norte-americano que atua pelo Toyama Grouses na B.League.

## Carreira na NBA
Pittman foi selecionado na segunda rodada do Draft da NBA de 2010, como a 32ª escolha geral, pelo Miami Heat. Pittman assinou um contrato de três anos em 16 de julho de 2010. Em 26 de novembro, Pittman foi enviado para o Sioux Falls Skyforce para ajudar a desenvolver suas habilidades de basquete. Em 18 de dezembro, Pittman foi chamado de volta para Miami. Em 06 de janeiro de 2011, ele foi mais uma vez re-atribuído ao Sioux Falls Skyforce. Dexter Pittman foi selecionado para o D-League jogo All-Star de 2011, juntamente com seu companheiro de equipe Patrick Ewing Jr. 
Pittman disputou seu primeiro jogo na NBA em 1 de abril de 2011 contra o Minnesota Timberwolves. Em 13 de abril de 2012, Dexter Pittman marcou sua maior pontuação na carreira, 16 pontos em uma vitória por 105-82 contra o Charlotte Bobcats. No jogo 5 das semifinais da Conferência Leste contra o Indiana Pacers em 2012, Pittman recebeu uma falta flagrante depois que ele veio do outro lado da quadra e usou seu antebraço para bater em Lance Stephenson dos Pacers com 19,4 segundos para o fim do jogo. Pittman foi posteriormente suspenso por três jogos devido ao incidente. Também em 2012, Dexter ganhou seu primeiro campeonato da NBA com o Miami Heat, após vencer na série final o Oklahoma City Thunder. 

## Estatísticas na NBA
Temporada Regular
| Ano      | Equipe     | GP | GS | MPG | FG%  | 3P% | FT%  | RPG | APG | SPG | BPG | PPG |
| -------- | ---------- | -- | -- | --- | ---- | --- | ---- | --- | --- | --- | --- | --- |
| 2010-11  | Miami Heat | 2  | 0  | 5.5 | .333 | .0  | .0   | 1.5 | .0  | .0  | .0  | 1.0 |
| 2011-12  | Miami Heat | 35 | 6  | 8.6 | .468 | .0  | .643 | 2.1 | .3  | .2  | .2  | 3.0 |
| Carreira |            | 37 | 6  | 8.4 | .464 | .0  | .643 | 2.0 | .3  | .2  | .2  | 2.9 |

Playoffs
| Ano      | Equipe     | GP | GS | MPG | FG% | 3P% | FT% | RPG | APG | SPG | BPG | PPG |
| -------- | ---------- | -- | -- | --- | --- | --- | --- | --- | --- | --- | --- | --- |
| 2011-12  | Miami Heat | 3  | 1  | 2.7 | .0  | .0  | .0  | .0  | .3  | .0  | .3  | .0  |
| Carreira |            | 3  | 1  | 2.7 | .0  | .0  | .0  | .0  | .3  | .0  | .3  | .0  |